# المجلس المركزي للتعليم الثانوي
المجلس المركزي للتعليم الثانوي (مختصر النحو CBSE) هو مجلس التعليم للمدارس الحكومية والخاصة، تعمل تحت رعاية الحكومة الهندية.

## وصلات خارجية
http://www.cbse.nic.in/newsite/index.html